# 질소-공동 센터

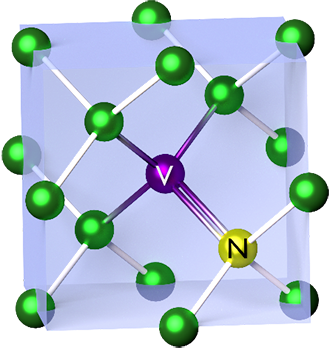
NV 센터를 단순화한 원자 구조

질소-공동 센터(Nitrogen-vacancy center, N-V 센터 또는 NV 센터)은 다이아몬드의 수많은 광발광점 결함 중 하나이다. 가장 많이 연구되고 유용한 특성으로는 스핀 의존형 광발광(광학적으로 감지된 자기 공명을 사용하여 전자 스핀 상태를 측정할 수 있음)과 실온에서 상대적으로 긴(밀리초) 스핀 일관성이 있다. NV 센터 에너지 수준은 자기장, 전기장, 온도 및 변형률에 의해 수정되므로 다양한 물리적 현상의 센서 역할을 할 수 있다. 원자 크기와 스핀 특성은 유용한 양자 센서의 기초를 형성할 수 있다. 또한 양자 컴퓨팅(예: 양자 얽힘 생성) 및 스핀트로닉스 응용 분야에서도 연구되었다.

## 같이 보기
- 결정 결함